# وولپاگو دل مونتلو
وولپاگو دل مونتلو (به ایتالیایی: Volpago del Montello) یک کومونه در ایتالیا است که در استان ترویزو واقع شده‌است. وولپاگو دل مونتلو ۴۴٫۷ کیلومتر مربع مساحت و ۹٬۸۶۰ نفر جمعیت دارد و ۹۱ متر بالاتر از سطح دریا واقع شده‌است.